# صحبت آباد (مقاطعة دلفان)
صحبت‌آباد (بالفارسية: صحبت‌آباد) هي قرية تقع في قسم ميربغ الشمالي الريفي (مقاطعة دلفان) في إيران. يقدر عدد سكانها بـ 110 نسمة .